# Petra Hülsmann
Petra Hülsmann (geboren 1976 in Lohne, Oldenburg) ist eine deutsche Schriftstellerin.

## Leben
Petra Hülsmann wuchs in Lohne auf. Sie studierte, ohne Abschluss, Germanistik und Kulturwissenschaft. Ihre Liebesromane stehen seit dem Romandebüt 2014 auf der Bestsellerliste des Spiegel, der Roman Das Leben fällt, wohin es will erreichte 2017 in der ersten Erscheinungswoche Platz eins der Liste der verkauften Taschenbücher.
Hülsmann ist Mitglied in der DeLiA – Vereinigung deutschsprachiger Liebesroman-Autoren und -Autorinnen. Sie lebt in Hamburg.

## Auszeichnungen
- 2023 LovelyBooks Community Award Silber für Morgen mach ich bessere Fehler[3] in der Kategorie Unterhaltung und in der Kategorie Bester Buchtitel.[4]

## Werke

### Romane
- 2014: Hummeln im Herzen, Bastei Lübbe Taschenbuch, Köln.
- 2015: Wenn Schmetterlinge Loopings fliegen, Bastei Lübbe Taschenbuch, Köln.
- 2016: Glück ist, wenn man trotzdem liebt, Bastei Lübbe Taschenbuch, Köln.
- 2017: Das Leben fällt, wohin es will, Bastei Lübbe Taschenbuch, Köln.
- 2018: Wenn's einfach wär, würd's jeder machen, Bastei Lübbe Taschenbuch, Köln.
- 2019: Meistens kommt es anders, wenn man denkt, Bastei Lübbe Taschenbuch, Köln.
- 2023: Morgen mach ich bessere Fehler, Bastei Lübbe Taschenbuch, Köln.

### Hörbücher
- 2014: Hummeln im Herzen; gelesesen von Nana Spier, Lübbe Audio, Köln, gekürzt 4:31 h
- 2015: Wenn Schmetterlinge Loopings fliegen; gelesen von Nana Spier, Lübbe Audio, Köln.
- 2016: Glück ist, wenn man trotzdem liebt; gelesen von Nana Spier, Lübbe Audio, Köln.
- 2017: Das Leben fällt, wohin es will; gelesen von Nana Spier, Lübbe Audio, Köln.
- 2018: Wenn's einfach wär, würd's jeder machen.; gelesen von Nana Spier, Lübbe Audio, Köln.